# Ким Гюсик
Ким Гюсик (28 февраля 1881 — 10 декабря 1950) — южнокорейский политик и учёный, участник движения за независимость страны. Занимал различные посты во Временном правительстве, включая пост министра иностранных дел, посла, министра образования; с 1 августа 1940 по 3 марта 1947 года — вице-президент Временного правительства Кореи.
Родился в пригороде современного Пусана; остался сиротой в раннем возрасте и начальное образование получил в американской миссии. Затем отправился в Соединённые Штаты, где в 1903 году получил степень бакалавра в колледже Рианок, а затем степень магистра английской литературы в Принстонском университете. В 1905 году вернулся в Корею, в 1913 году бежал из оккупированной японцами страны в Китай. В 1919 году тщетно лоббировал идею восстановления независимости Кореи в ходе Парижской мирной конференции. Впоследствии стал одним из самых активных деятелей Временного правительства Кореи, размещавшегося в Шанхае, и преподавал своим коллегам английский язык.
В 1945 году вернулся в Корею, чтобы участвовать в воссоздании её независимости; находился на юге страны, сотрудничая с американскими оккупационными властями. В 1947 году после неудачи объединения севера и юга Кореи ушёл из политики. В 1950 году, когда началась Корейская война, был похищен и доставлен в Северную Корею, где и умер 10 декабря того же года. В 1989 году награждён (посмертно) Орденом «За заслуги в создании государства» Республики Корея.